# Калицеровые
Калицеровые (лат. Calyceraceae) — семейство двудольных растений порядка Астроцветные (Asterales).

## Ботаническое описание
Однолетние или многолетние травянистые растения. Листья простые, чаще — зубчато-надрезанные или рассечённые, супротивные. Цветки белые или беловатые разных оттенков, собраны в головки, имеют 5 сросшихся лепестков, столбик цельный.

## Распространение
Представители семейства распространены в Южной Америке.

## Таксономия
Семейство Калицеровые включает 6 родов и около 40 видов:
- Acicarpha Juss. — Ацикарфа
- Boopis Juss.
- Calycera Cav. — Калицераtypus
- Gamocarpha DC.
- Moschopsis Phil.
- Nastanthus Miers